# Cúpula do Leste Asiático
A Cúpula do Leste Asiático (CLA) é um fórum realizado anualmente pelos líderes dos 16 países da região do Leste Asiático. As reuniões da CLA são realizadas após as reuniões anuais dos líderes da ASEAN. A primeira cúpula foi realizada em Kuala Lumpur, Malásia, em 14 de dezembro de 2005.

## Cúpulas do Leste Asiático
| Ano  | #   | Data              | País      | Cidade              | Anfitrião                             | Ref. |
| ---- | --- | ----------------- | --------- | ------------------- | ------------------------------------- | ---- |
| 2005 | 1ª  | 14 de dezembro    | Malásia   | Kuala Lumpur        | Primeiro-ministro Ahmad Badawi        |      |
| 2007 | 2ª  | 15 de janeiro     | Filipinas | Mandaue             | Presidente Gloria Macapagal Arroyo    |      |
| 2007 | 3ª  | 21 de novembro    | Singapura | Singapura           | Primeiro-ministro Lee Hsien Loong     |      |
| 2009 | 4ª  | 25 de outubro     | Tailândia | Phetchaburi         | Primeiro-ministro Abhisit Vejjajiva   |      |
| 2010 | 5ª  | 30 de outubro     | Vietname  | Hanói               | Presidente Nguyễn Minh Triết          |      |
| 2011 | 6ª  | 18-19 de novembro | Indonésia | Bali                | Presidente Susilo Yudhoyono           |      |
| 2012 | 7ª  | 19-20 de novembro | Camboja   | Phnom Penh          | Primeiro-ministro Hun Sen             |      |
| 2013 | 8ª  | 9-10 de outubro   | Brunei    | Bandar Seri Begawan | Sultão Hassanal Bolkiah               |      |
| 2014 | 9ª  | 12-13 de novembro | Myanmar   | Nepiedó             | Presidente Thein Sein                 |      |
| 2015 | 10ª | 21-22 de novembro | Malásia   | Kuala Lumpur        | Primeiro-ministro Najib Razak         |      |
| 2016 | 11ª | 6-8 de setembro   | Laos      | Vientiane           | Primeiro-ministro Thongloun Sisoulith |      |
| 2017 | 12ª | 13-14 de novembro | Filipinas | Pasay               | Presidente Rodrigo Duterte            |      |
| 2018 | 13ª | 14-15 de novembro | Singapura | Singapura           | Primeiro-ministro Lee Hsien Loong     |      |
| 2019 | 14ª | 4 de novembro     | Tailândia | Banguecoque         | Primeiro-ministro Prayuth Chan-ocha   |      |
| 2020 | 15ª | 30 de outubro     | Vietname  | Hanói               | Primeiro-ministro Nguyễn Xuân Phúc    |      |
| 2021 | 16ª | 26-27 de outubro  | Brunei    | Bandar Seri Begawan | Sultão Hassanal Bolkiah               |      |
| 2022 | 17ª | 12-13 de novembro | Camboja   | Phnom Penh          | Primeiro-ministro Hun Sen             |      |

### Representações por país
| Ano   | País      | País    | País    | País  | País          | País           | País      | País  | País      | País      | País       | País     | País       | País          | País     | País      | País       | País     |
| Ano   | Austrália | Brunei  | Camboja | China | Coreia do Sul | Estados Unidos | Filipinas | Índia | Indonésia | Japão     | Laos       | Malásia  | Myanmar    | Nova Zelândia | Rússia   | Singapura | Tailândia  | Vietname |
| ----- | --------- | ------- | ------- | ----- | ------------- | -------------- | --------- | ----- | --------- | --------- | ---------- | -------- | ---------- | ------------- | -------- | --------- | ---------- | -------- |
| 2005  | Howard    | Bolkiah | Hun Sen | Wen   | Roh           | Bush           | Arroyo    | Singh | Yudhoyono | Junichiro | Vorachith  | Badawi   | Soe Win    | Clark         | Putin    | Lee       | Shinawatra | Trần     |
| 20071 | Howard    | Bolkiah | Hun Sen | Wen   | Roh           | Bush           | Arroyo    | Singh | Yudhoyono | Shinzo    | Bouphavanh | Badawi   | Soe Win    | Clark         | Putin    | Lee       | Chulanont  | Nguyễn   |
| 20072 | Howard    | Bolkiah | Hun Sen | Wen   | Roh           | Bush           | Arroyo    | Singh | Yudhoyono | Yasuo     | Bouphavanh | Badawi   | Thein Sein | Clark         | Putin    | Lee       | Chulanont  | Nguyễn   |
| 2009  | Rudd      | Bolkiah | Hun Sen | Wen   | Lee           | Obama          | Arroyo    | Singh | Yudhoyono | Yukio     | Bouphavanh | Razak    | Thein Sein | Key           | Medvedev | Lee       | Vejjajiva  | Nguyễn   |
| 2010  | Gillard   | Bolkiah | Hun Sen | Wen   | Lee           | Obama          | Aquino    | Singh | Yudhoyono | Naoto     | Bouphavanh | Razak    | Thein Sein | Key           | Medvedev | Lee       | Vejjajiva  | Nguyễn   |
| 2011  | Gillard   | Bolkiah | Hun Sen | Wen   | Lee           | Obama          | Aquino    | Singh | Yudhoyono | Yoshihiko | Thammavong | Razak    | Thein Sein | Key           | Medvedev | Lee       | Shinawatra | Truong   |
| 2012  | Gillard   | Bolkiah | Hun Sen | Wen   | Lee           | Obama          | Aquino    | Singh | Yudhoyono | Shinzo    | Thammavong | Razak    | Thein Sein | Key           | Putin    | Lee       | Shinawatra | Truong   |
| 2013  | Abbott    | Bolkiah | Hun Sen | Li    | Park          | Obama          | Aquino    | Singh | Yudhoyono | Shinzo    | Thammavong | Razak    | Thein Sein | Key           | Putin    | Lee       | Shinawatra | Truong   |
| 2014  | Abbott    | Bolkiah | Hun Sen | Li    | Park          | Obama          | Aquino    | Modi  | Widodo    | Shinzo    | Thammavong | Razak    | Thein Sein | Key           | Putin    | Lee       | Prayuth    | Truong   |
| 2015  | Turnbull  | Bolkiah | Hun Sen | Li    | Park          | Obama          | Aquino    | Modi  | Widodo    | Shinzo    | Thammavong | Razak    | Thein Sein | Key           | Putin    | Lee       | Prayuth    | Truong   |
| 2016  | Turnbull  | Bolkiah | Hun Sen | Li    | Park          | Obama          | Duterte   | Modi  | Widodo    | Shinzo    | Sisoulith  | Razak    | Htin Kyaw  | Key           | Putin    | Lee       | Prayuth    | Trần     |
| 2017  | Turnbull  | Bolkiah | Hun Sen | Li    | Moon          | Trump          | Duterte   | Modi  | Widodo    | Shinzo    | Sisoulith  | Razak    | Htin Kyaw  | Ardern        | Putin    | Lee       | Prayuth    | Trần     |
| 2018  | Morrison  | Bolkiah | Hun Sen | Li    | Moon          | Trump          | Duterte   | Modi  | Widodo    | Shinzo    | Sisoulith  | Mahathir | Win Myint  | Ardern        | Putin    | Lee       | Prayuth    | Nguyễn   |
| 2019  | Morrison  | Bolkiah | Hun Sen | Li    | Moon          | Trump          | Duterte   | Modi  | Widodo    | Shinzo    | Sisoulith  | Mahathir | Win Myint  | Ardern        | Putin    | Lee       | Prayuth    | Nguyễn   |
| 2020  | Morrison  | Bolkiah | Hun Sen | Li    | Moon          | Trump          | Duterte   | Modi  | Widodo    | Yoshihide | Sisoulith  | Yassin   | Win Myint  | Ardern        | Putin    | Lee       | Prayuth    | Nguyễn   |
| 2021  | Morrison  | Bolkiah | Hun Sen | Li    | Moon          | Biden          | Duterte   | Modi  | Widodo    | Fumio     | Viphavanh  | Yaakob   | Myint Swe  | Ardern        | Putin    | Lee       | Prayuth    | Nguyễn   |
| 2022  | Albanese  | Bolkiah | Hun Sen | Li    | Yoon          | Biden          | Marcos    | Modi  | Widodo    | Fumio     | Siphandone | Yaakob   | Myint Swe  | Ardern        | Putin    | Lee       | Prayuth    | Nguyễn   |